# Philipp Manning

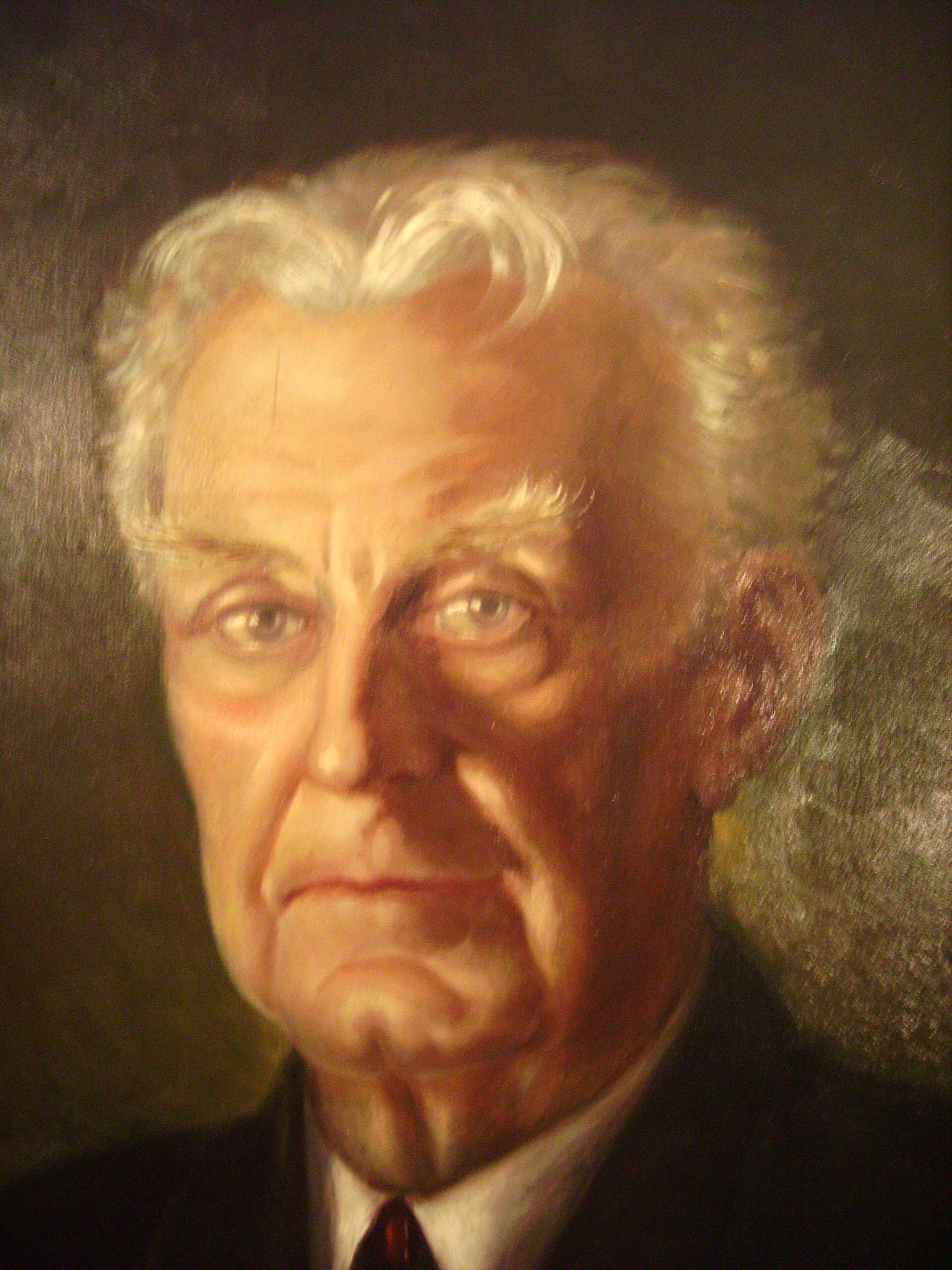
Philipp Manning

Philipp Gustav Valère Manning (* 23. November 1869 in London; † 9. April 1951 in Tiengen) war ein britisch-deutscher Schauspieler und Intendant.

## Leben
Mannings Vater war der aus Königsberg in Preußen stammende Wolfgang Gustav Mannheimer, ein englischer Baumwollmakler, und seine Mutter die Tochter eines hessischen Kunsttischlers, der in Paris heimisch geworden war. 1876 wurde Philipp Manning englischer Staatsbürger. Nach dem frühen Tod der Mutter schickte sein Vater die Söhne auf ein Gymnasium nach Wiesbaden. Zuvor hatte der Vater den Namen in Manning anglisieren lassen. Nach dem Abitur studierte er in Berlin und später an der Albert-Ludwigs-Universität in Freiburg, bis er schließlich in Basel zum „Dr. phil.“ promovierte. Mannings jüngerer Bruder ist Gustav Manning (Gustav Rudolph Leo Mannheimer), Mitbegründer des Deutschen Fußball-Bundes im Jahre 1900 und späterer US-amerikanischer Fußballfunktionär.
Dann ging er auf die Bühne des Stadttheaters Straßburg und übernahm kleine Rollen als Anfänger, Sommer-Engagements an Schmieren und Gartentheatern. 1896 spielte Josef Kainz in Erfurt den Romeo, Manning spielte neben ihm den Bruder Lorenzo. Den ersten großen Erfolg erarbeitet er sich in Dresden, wo er in der zweiten deutschen Inszenierung von Gerhart Hauptmanns Der Biberpelz den Werhahn spielte und dem Stück nach der wenig erfolgreichen Berliner Aufführung zu einem Siegeszug über viele Bühnen verhalf. Danach führte sein Weg über die Bühnen Bremens und Hamburgs an das königlich deutsche Landestheater, das unter Angelo Neumann als eines der besten deutschen Theater galt. Manning gastierte als Konsul Bernick in Henrik Ibsens Die Stützen der Gesellschaft und als Richard III. und wurde auf drei Jahre verpflichtet. Mit seiner Frau, der Koloratursängerin Mia Nebraska, nach Prag übersiedelnd, erlebte Manning in den Jahren 1903 bis 1910 dort die erfolgreichste Zeit seines Lebens. Er spielte Rollen Shakespeares, Schillers, Goethes, Kleists und des von ihm verehrten Grillparzer, und jene der neueren Dichter, vor allem Ibsens und Gerhart Hauptmanns.
Zum menschlichen und künstlerischen Erlebnis wurde für ihn in dieser Zeit die enge Freundschaft mit Josef Kainz, der nach einer Aufführung von Kleists Der Prinz von Homburg im Jahre 1908 seinen elf Jahre jüngeren Freund Manning in die Arme schloss und ausrief: „Hier, sehrt her! Das ist ein Künstler“! Zwei Jahre später hielt Manning in Wien namens seiner Prager Kollegen die Grabrede für Kainz. Nach Angelo Neumanns Tod verließ Manning Prag und wurde bald darauf auf Max Reinhardts Empfehlung als erster Regisseur und Schauspieler an die Münchener Kammerspiele verpflichtet, wo er in Zusammenarbeit mit Frank Wedekind dessen Stücke inszenierte.
Der Erste Weltkrieg brach aus und turbulente Zeiten begannen für den englischen Schauspieler, der erst 1915 die deutsche Einbürgerung erhielt. Nach dem Kriege wurde Manning auf drei Jahre zum Intendanten des Neuen Staatstheaters in Stralsund gewählt, und dann eröffnete der beginnende Siegeszug des Stummfilms und seit 1929 jener des Tonfilms neue Wirkungsmöglichkeiten.
Neben seiner Arbeit als Schauspieler wurde Manning zu einem Berater und Sprecher bei der Herstellung von englischen Fassungen deutscher Tonfilme. Gleichzeitig weitete sich das äußere Leben, die Arbeit am Film führte ihn nach Rom, Paris, Budapest, Wien, München, Stockholm und London. Zwischen der Arbeit vor der Kamera spielte Manning in Berlin am Deutschen Theater und seit 1933 am Staatstheater unter Gustaf Gründgens, bis ihn die Arbeit an einem Film zusammen mit seiner Frau aus Berlin nach Tiengen führte. Manning stand 1944 in der Gottbegnadeten-Liste des Reichsministeriums für Volksaufklärung und Propaganda.
Manning starb im April 1951 in Tiengen und wurde dort auf dem Friedhof beigesetzt.

## Filmografie (Auswahl)
- 1921: Zirkus des Lebens
- 1922: Lucrezia Borgia
- 1923: Time Is Money
- 1923: Friedrich Schiller
- 1923: Das alte Gesetz
- 1923: Das kalte Herz
- 1924: Königsliebchen
- 1924: Steuerlos
- 1924: Der Turm des Schweigens
- 1925: Schiff in Not
- 1925: Friesenblut
- 1925: Lena Warnstetten
- 1925: Blitzzug der Liebe
- 1925: Schatten der Weltstadt
- 1925: Bismarck, 1. Teil
- 1925: Der Kampf gegen Berlin
- 1927: Klettermaxe
- 1927: Die Hochstaplerin
- 1927: Die Spielerin
- 1927: Die Tragödie eines Verlorenen
- 1928: Panik
- 1928: Marquis d’Eon, der Spion der Pompadour
- 1928: Heimkehr
- 1928: Wolga-Wolga
- 1928: Hinter Klostermauern
- 1929: Die Mitternachts-Taxe
- 1929: Trust der Diebe
- 1929: Das Land ohne Frauen
- 1929: Ich hab’ mein Herz im Autobus verloren
- 1929: Die Liebe der Brüder Rott
- 1929: Atlantik
- 1929: Geschminkte Jugend
- 1929: Sein bester Freund
- 1930: Die letzte Kompagnie
- 1930: Ein Burschenlied aus Heidelberg
- 1931: Grock
- 1932: Der weiße Dämon
- 1932: Marschall Vorwärts
- 1932: Das Schiff ohne Hafen
- 1932: F.P.1 antwortet nicht
- 1933: Ein Unsichtbarer geht durch die Stadt
- 1934: Gold
- 1934: Die Welt ohne Maske
- 1935: Knock out
- 1935: Eine Nacht an der Donau
- 1935: Familie Schimek
- 1936: Der Dschungel ruft
- 1936: Stadt Anatol
- 1936: Eine Frau ohne Bedeutung
- 1937: Ein Volksfeind
- 1939: Robert Koch, der Bekämpfer des Todes
- 1940: Verwandte sind auch Menschen
- 1941: Carl Peters
- 1941: Jungens
- 1942: Geheimakte W.B. 1
- 1943: Der unendliche Weg